# Кампањола Емилија
Кампањола Емилија је насеље у Италији у округу Ређо Емилија, региону Емилија-Ромања.
Према процени из 2011. у насељу је живело 4483 становника. Насеље се налази на надморској висини од 26 м.

## Становништво
| 1951. | 1961. | 1971. | 1981. | 1991. | 2001. | 2011. |
| ----- | ----- | ----- | ----- | ----- | ----- | ----- |
| 4.967 | 4.418 | 4.110 | 4.498 | 4.445 | 4.900 | 5.493 |